# 2023 en architecture
| Années de l'architecture : 2020 - 2021 - 2022 - 2023 - 2024 - 2025 - 2026    |
| Décennies de l'architecture : 1990 - 2000 - 2010 - 2020 - 2030 - 2040 - 2050 |

Les événements liés à l'architecture au cours de l'année 2023 du calendrier grégorien

## Événements
- 3 février : début de la démolition, du fait de l'élévation du niveau de la mer, de l'immeuble Le Signal, construit en 1965 (premier bâtiment) et 1970 (deuxième bâtiment) et à l'époque situé à 200m de l'Océan Atlantique et séparé de celui-ci par une dune végétalisée depuis disparue, situé à Soulac-sur-Mer, devenant un symbole de l'érosion du littoral en France[1].

## Réalisations
- x

## Récompenses et distinctions
- Février : Le prix "Maison de l'année" décerné par Arch Daily est remis à l'artiste brésilien Kdu dos Anjos, pour sa maison personnelle à Aglomerado da Serra, une favela de Belo Horizonte, dont il a tracé les plans avec le collectif d'architectes et de designers Levante[2].
- Mars : David Chipperfield devient le cinquième Britannique à recevoir le prix Pritzker[3].

## Décès
- 4 janvier : Renée Gailhoustet, architecte française
- 12 janvier : Vittorio Garatti, architecte italien
- 23 janvier : Rainer Greschik, architecte allemand
- 24 janvier : Balkrishna Vithaldas Doshi, (architecte indien)
- 24 janvier : Maria Deroche, architecte française
- 25 janvier : Beate Schnitter, architecte suisse
- 11 février : Adrien Fainsilber, architecte et urbaniste français
- 13 février : Jean Pattou, architecte et artiste français
- 14 février : Antoine Stinco, architecte français
- 2 mars : Rafael Viñoly, architecte uruguayen
- 9 mars : Roland Castro, architecte et militant politique français
- 11 mai : Philippe Panerai, architecte et urbaniste français
- 30 mai : Paolo Portoghesi, architecte italien
- 4 juin : Mariano Arana, architecte uruguayen
- 13 août : Thierry Despont, architecte français
- 14 août : Bruno Albert, architecte belge
- 1er septembre : Raymond Moriyama, architecte canadien d'origine japonaise
- 15 septembre : Claude Cormier, architecte paysagiste et artiste d'installation québécois
- 24 septembre : Zvi Hecker, (architecte israélien)
- 1er octobre : Beverly Willis, architecte américaine
- 8 octobre : Jacques Lucan, architecte, historien, critique et professeur d'architecture français
- 9 octobre : Andrea Branzi, architecte et designer italien
- 14 octobre : Roméo Savoie, architecte, peintre et poète acadien
- 6 novembre : Antoni Martí, architecte et homme d'État andorran
- 9 novembre : Juha Leiviskä, architecte finlandais
- 20 novembre : Rob Krier, sculpteur, architecte, urbaniste et théoricien luxembourgeois

## Centenaire
Naissance
- Yona Friedman
- Fernando Lanhas
- Peter Smithson
- Harry Seidler.

Décès
- Robert S. Roeschlaub
- Prosper Bobin
- Gustave Eiffel
- Frank Darling
- Louis Déon

## Crédit d'auteurs
- Cet article est partiellement ou en totalité issu de l'article intitulé « Décès en 2023 » (voir la liste des auteurs).